# Slut!
«"Slut!"» (estilizada con comillas inglesas; en español «¡Puta!») es una canción de la cantautora estadounidense Taylor Swift publicada por la compañía Republic Records el 27 de octubre de 2023 como primer sencillo del cuarto álbum regrabado de Swift, 1989 (Taylor's Version) (2023). Es la primera de las cinco pistas «From The Vault» del disco y fue compuesta por ella misma junto a Jack Antonoff y Patrik Berger. Es una canción de ritmo lento, con una suave producción de synth-pop, que incorpora sintetizadores relucientes y voces suaves. 
La pista aborda principalmente el trato que se le dio a Swift a lo largo de su carrera con respecto a sus relaciones amorosas. Desde «devoradora de hombres», hasta tildarla de prostituta, la cantante fue blanco de burlas, señalando que tiene una «serie de cita» para crear sus canciones. La canción sirve como una forma de defender estos amores ante las críticas, siendo a su vez una respuesta más madura, contrastando con «Blank Space», que da un punto más satírico. 
Recibió críticas generalmente positivas; muchas de los cuales elogiaron la producción y la letra divertida. Comercialmente, la canción alcanzó el puesto número tres en el Billboard Global 200 y alcanzó el top diez en las listas de Australia, Canadá, Irlanda, Nueva Zelanda, Singapur, Reino Unido y Estados Unidos.

## Antecedentes
La cantautora estadounidense Taylor Swift lanzó su quinto álbum de estudio, 1989, el 27 de octubre de 2014. Antes de su lanzamiento, luego de una serie de romances de alto perfil con hombres prominentes, Swift fue ampliamente retratada como una «devoradora de hombres» por los principales medios de comunicación, y sus relaciones se convirtieron en el blanco de bromas de la cultura pop, tildada como prostituta. Abordó el tema en varias entrevistas y satirizó la interpretación que los medios hicieron de ella en el segundo sencillo del álbum, «Blank Space». Los fanáticos predijeron que «Slut!», de manera similar, discutiría esta tildación de prostituta que se la había dado. Al igual que con «Blank Space», «Slut!» tiene letras que analizan la percepción que los medios tienen de ella como una mujer joven con numerosos vínculos románticos.
Después de firmar un nuevo contrato con Republic Records, Swift comenzó a regrabar sus primeros seis álbumes de estudio en noviembre de 2020. La decisión se produjo tras una disputa pública de 2019 entre Swift y el manager de talentos Scooter Braun, quien adquirió Big Machine Records, incluidos los masters de los álbumes de Swift que el sello había lanzado. Al volver a grabar los álbumes, Swift tuvo la propiedad total de los nuevos masters, lo que le permitió controlar la concesión de licencias de sus canciones para uso comercial y, por lo tanto, sustituyó los masters propiedad de Big Machine. Desde julio de 2021 hasta julio de 2023, Swift lanzó tres álbumes regrabados de sus lanzamientos anteriores: Fearless (Taylor's Version), Red (Taylor's Version) y Speak Now (Taylor's Version); cada álbum también incluía varias pistas inéditas llamadas «From the Vault», que ella había escrito pero que no figuraban en la lista de canciones de los álbumes originales.
El 9 de agosto de 2023, Swift anunció su cuarto álbum regrabado, 1989 (Taylor's Version), durante su último de seis shows en el SoFi Stadium de Inglewood en el The Eras Tour. Ella describió sus temas «From the Vault» como «tan locos» y comentó: «No puedo creer que alguna vez se hayan quedado atrás». El 19 de septiembre, Swift adelantó la lista de canciones al publicar un video de una animación en Instagram con los personajes «T-S-!-U-L» emergiendo de una bóveda azul, que los fanáticos y periodistas interpretaron como un adelanto de una de las cinco pistas del «from the Vault». El 21 de septiembre, Swift dio a conocer la lista completa de canciones de 1989 (Taylor's Version), confirmando que la primera de cinco pistas del «from the Vault» sería «Slut!». Fue lanzado junto con la regrabación el 27 de octubre, exactamente nueve años después del álbum original. El álbum original fue el primer álbum «pop oficial» de Swift después de haber comercializado sus primeros cuatro álbumes en la radio country, y transformó su arte y su imagen del country al pop.

## Lanzamiento
El día del lanzamiento del álbum, «Slut!» fue lanzado como sencillo con una portada distintiva en Apple Music y Universal Music lo envió a la radio italiana. El 9 de noviembre se lanzó una versión acústica de la canción como bonus track de una edición de lujo del álbum, titulada 1989 (Taylor's Version) [Deluxe +], exclusivamente en el sitio web de Swift; esta liberación duró solo un día. Swift interpretó «Slut!» en vivo por primera vez durante el segmento acústico de un concierto en Buenos Aires el 12 de noviembre de 2023, como parte de su sexta gira de conciertos principal, The Eras Tour.

## Composición y producción
Escrito y producido por Swift, Jack Antonoff y Patrik Berger, «Slut!» es una oda a estar «descaradamente» enamorado a pesar de las opiniones de la sociedad al respecto. Ha sido descrita como una canción de slow dance. Antonoff proporcionó coros y grabó la canción con Laura Sisk en Rough Customer Studio y Electric Lady Studios en Nueva York y Sharp Sonics Studios y Conway Recording Studios en Los Ángeles. «Slut!» fue mezclado por Serban Ghenea en MixStar Studios en Virginia Beach y masterizado por Randy Merrill en Sterling Sound, Edgewater. Funciona durante tres minutos, con una producción de medio tiempo que incorpora sintetizadores relucientes influenciados por el synth-pop de los años 80, coros suaves y instrumentos contemporáneos. Emily Yahr del The Washington Post describió «Slut!» como una «canción tranquila y discreta» a pesar del signo de exclamación en el título, mientras que Alyssa Bailey de Elle lo llamó «dream pop». Dani Maher de Harper's Bazaar Australia, Brittany Spanos de Rolling Stone, y Callie Ahlgrim de Insider también comparte que la canción tiene una tonalidad suave y tierna, que es un «baile lento». Mientras que Ed Power del i la caracterizó como una «balada poderosa en cámara lenta». Chris Willman, que escribe para Variety, dijo que las pistas de la bóveda recordaban las canciones del álbum Midnights de Swift de 2022; este último citó que la «neblina bochornosa de la noche» evocaba una atmósfera «oscura y soñadora» y dijo que el paisaje sonoro del sintetizador se parecía a la canción «Maroon» de Midnight. La crítica de The Line of Best Fit, Kelsey Barnes, pensó que «Slut!» recordaba musicalmente a «Wildest Dreams» y que contaba «con tintes de Lana Del Rey».
La letra de «Slut!» habla de un romance tan intenso que ahoga a los detractores. En las notas de 1989 (Taylor's Version), Swift expresa que fue objeto de vergüenza y eso le pasó factura. Como respuesta, escribió «Slut!» para abordar las críticas en torno a su vida amorosa. Swift compartió a través de Tumblr que tuvo que elegir entre «Blank Space» y «Slut!» para el álbum original, ya que ambas pistas abordaban temas similares; agregó que para ella, la atmósfera de «California» de «Slut!» estaba fuera de lugar para el álbum inspirado en Nueva York. En el segundo verso, Swift aprovecha para responder sutilmente a quienes la critican por sus relaciones: «Todos lo quieren, ese fue mi crimen». Ella es consciente de la desaprobación misógina que podría enfrentar al decir «Yo pagaré el precio, tú no». La letra: «Espinas de amor por toda esta rosa», hizo comparaciones con la letra: «Gritando, llorando, tormentas perfectas, puedo hacer que todas las tornas cambien, jardín de rosas lleno de espinas» de «Blank Space», destacando los estándares contrastantes que se aplican a las vidas románticas de hombres y mujeres. Yahr decía que la letra de «Slut!» transmite la frustración de Swift. Willman de Variety interpretó la letra: «Pero si voy bien vestida, podrían mirarnos de todos modos, y si me tildan de ¡puta!, sabes que podría valer la pena por una vez» como si Swift expresara menos preocupación sobre cómo su vida amorosa podría afectar su imagen pública. Mikael Wood, de Los Angeles Times, pensó que la letra «Y si me voy a embriagar, bien podría embriagarme de amor» era una referencia a «Drunk in Love» (2013) de Beyoncé.

## Recepción
La canción recibió críticas generalmente positivas tras su lanzamiento. Angie Martoccio de Rolling Stone calificó la canción como «maravillosa» y la describió como «una oda confusa y brillante a estar descaradamente enamorado, incluso si te avergüenzas y sexualizas por ello». En una reseña realizada por Kelsey Barnes de The Line of Best Fit, dijo que la pista fue la «más sorprendente» de las Vault, mientras se alejaba de «la ironía satírica de Blank Space» anticipada por los fans. Barnes procede a decir que Swift, que fue avergonzada de puta cuando tenía veintitantos años, gritando «¡Puta!» y reverberando a lo largo de la canción, fue «empoderador». De manera similar, Dani Maher de Harper's Bazaar Australia dijo que el sonido suave y tierno de la canción fue una sorpresa, ya que esperaba un enfoque similar de «sonrisa sardónica» de «Blank Space». El crítico de PopMatters, Jefferey Davis, eligió «Slut!» como las pistas de bóveda más memorables del álbum. Bobby Olivier de NJ.com la clasificó en segundo lugar entre las cinco pistas de salto y la describió como la «finalmente triunfante».
Escribiendo para The Guardian, Rachel Aroesti tituló la canción como «una brillante historia de aventuras sexuales inapropiadas». Mientras revisaba el álbum en su conjunto, Alex Hopper de American Songwriter llamó a la canción «deliciosamente hedonista y juguetona». Mientras tanto, Adam White en The Independent describió la canción como «agradablemente suave y aireada». Lauren Huff de Entertainment Weekly vio la canción como la proclamación de Swift de que «si la gente va a juzgarte y burlarse de ti de todos modos, es mejor que sigas viviendo». En críticas menos entusiastas, Shaad D'Souza de Pitchfork se refirió a la canción como «el más débil de los temas de Vault, vago y sin rumbo en comparación con las canciones que vienen después»; mientras Mikael Wood de Los Angeles Times, puso a la canción en el último lugar entre las cinco pistas de Vault del álbum y dijo: «Concepto fuerte, ejecución regular».

## Desempeño comercial
Tras el lanzamiento de 1989 (Taylor's Version), «Slut!» alcanzó su punto máximo entre los diez primeros en las listas de Canadá (3), Australia (4), Nueva Zelanda (5), el Reino Unido (5), Irlanda (6), y Singapur (10). En los Estados Unidos, debutó y alcanzó el puesto número tres en el Billboard Hot 100 con 27 millones de reproducciones, detrás de otras canciones del álbum como «Is It Over Now?» y «Now That We Don't Talk». En el Billboard Global 200, la canción alcanzó el puesto número tres, con 55 millones de reproducciones. Swift logró la mayor cantidad de entradas entre los diez primeros para una artista femenina en esa lista.

## Créditos
Los créditos están adaptados de Tidal.
- Taylor Swift – voz, compositora, productora
- Jack Antonoff – productor, compositor, grabación, coros, programación, sintetizador, personal de estudio
- Patrik Berger – productor, compositor, bajo, guitarra, programación, sintetizador
- Serban Ghenea – mezcla de audio, personal de estudio
- Bryce Bordone – ingeniería de mezcla, personal de estudio
- Laura Sisk – ingeniería de grabación, personal de estudio
- Randy Merrill – masterización, personal de estudio
- Ryan Smith – maestro en ingeniería, personal de estudio

## Posicionamiento en listas
| Listas (2023)                             | Posición más alta |
| ----------------------------------------- | ----------------- |
| Australia (ARIA)                          | 4                 |
| Brasil (Brasil Hot 100)                   | 96                |
| Canadá (Canadian Hot 100)                 | 3                 |
| República Checa (Singles Digitál Top 100) | 69                |
| Dinamarca (Tracklisten)                   | 33                |
| Francia (SNEP)                            | 137               |
| Alemania (Media Control AG)               | 45                |
| Global 200 (Billboard)                    | 3                 |
| Grecia (IFPI)                             | 12                |
| Sencillos internacionales en India (IMI)  | 13                |
| Irlanda (IRMA)                            | 6                 |
| Japón (Billboard Japan)                   | 16                |
| Letonia (LAIPA)                           | 20                |
| Lituania (AGATA)                          | 49                |
| Malasia (Billboard)                       | 19                |
| Malasia Internacional (RIM)               | 17                |
| MENA (IFPI)                               | 19                |
| Países Bajos (Mega Single Top 100)        | 38                |
| Nueva Zelanda (Recorded Music NZ)         | 5                 |
| Noruega (VG-lista)                        | 17                |
| Filipinas (Billboard)                     | 12                |
| Polonia (Polish Streaming Top 100)        | 55                |
| Portugal (AFP)                            | 32                |
| Singapur (RIAS)                           | 10                |
| Eslovaquia (Singles Digitál Top 100)      | 66                |
| Suecia (Sverigetopplistan)                | 21                |
| EAU (IFPI)                                | 15                |
| Reino Unido (UK Singles Chart)            | 5                 |
| Estados Unidos (Billboard Hot 100)        | 3                 |
| Vietnam (Vietnam Hot 100)                 | 39                |

## Historial de lanzamiento
| Región | Fecha                 | Formato                    | Discográfica          | Ref.          |
| ------ | --------------------- | -------------------------- | --------------------- | ------------- |
| Varios | 27 de octubre de 2023 | Descarga digital streaming | Republic Records      | [ 93 ] [ 94 ] |
| Italia | 27 de octubre de 2023 | Transmisión de radio       | Universal Music Group | [ 23 ]        |